# Bardenas
Bardenas, desde 1959 hasta 2008 Bardena del Caudillo, es una localidad del municipio de Ejea de los Caballeros, en la Comarca de las Cinco Villas, Zaragoza.

## Historia
Fue inaugurada el 8 de abril de 1959 como Bardena del Caudillo, debido a su fundación durante la dictadura franquista y como plan del Instituto Nacional de Colonización (INC); en un principio se le pretendió bautizar como El Saso en homenaje a los terrenos cercanos al lugar. A su vez, también se inauguraron otros pueblos de colonización como El Bayo o Santa Anastasia, y se construyeron el Canal de las Bardenas y el Pantano de Yesa.
Durante los primeros meses colonizaron la localidad varias familias, alcanzando las 15 a mediados de agosto. En 1967 el número de habitantes colonos aumentó hasta 154, en su mayoría procedentes de Ejea de los Caballeros, Alcalá de Moncayo, Tranquera, Rivas y Biota.
Con el paso de los años, Bardenas se convirtió en un pueblo donde desarrollar una vida con un total de 220 viviendas construidas. Además, cuenta con escuela infantil, centro social, iglesia y casa parroquial; también piscina pública y campo de fútbol hierba.

## Cambio de nombre
El 5 de mayo de 2008 y como ya se hizo previamente en otras poblaciones españolas, la localidad pasó a llamarse Bardenas por decisión del pleno del Ayuntamiento de Ejea de los Caballeros y con el fin de cortar su relación con la dictadura franquista.
Su nombre deriva de la voz aragonesa pardina > bardina > bardena, construcción o explotación agropecuaria cercada.

## Asociaciones
- Grupo de Jota Cinco Villas
- CDE Bardenas
- CDE BTT Bardenas
- Hogar del Pensionista Las Bardenas
- Asociación de Vecinos El Pinar

## Demografía
Población de Bardenas desde el año 2000 hasta 2014.
|         | 2000 | 2001 | 2002 | 2003 | 2004 | 2005 | 2006 | 2007 | 2008 | 2009 | 2010 | 2011 | 2012 | 2013 | 2023 |
| ------- | ---- | ---- | ---- | ---- | ---- | ---- | ---- | ---- | ---- | ---- | ---- | ---- | ---- | ---- | ---- |
| Hombres | 334  | 390  | 399  | 375  | 356  | 359  | 332  | 334  | 324  | 305  | 306  | 311  | 296  | 295  | 271  |
| Mujeres | 315  | 315  | 316  | 304  | 301  | 293  | 276  | 265  | 255  | 259  | 258  | 251  | 245  | 240  | 233  |
| Total   | 649  | 705  | 715  | 679  | 657  | 652  | 608  | 599  | 579  | 564  | 564  | 562  | 541  | 535  | 504  |

## Fiestas
El 15 de mayo, se celebran las fiestas en honor a San Isidro Labrador, aunque las fiestas mayores, son celebradas desde el primer miércoles del mes de agosto hasta el domingo de dicha semana. Estas fiestas son en honor a San Francisco de Asís